# Tabontabon

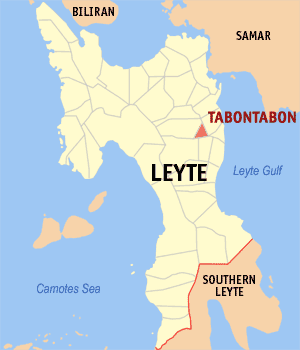
Bản đồ Leyte với vị trí của Tabontabon

Tabontabon là một đô thị hạng 5 ở tỉnh Leyte, Philippines. Theo điều tra dân số năm 2000 của Philipin, đô thị này có dân số 8.372 người trong 1.692 hộ.

## Các đơn vị hành chính
Tabontabon được chia ra 16 barangay.
| - Amandangay - Aslum - Balingasag - Belisong - Cambucao - Capahuan - Guingawan - Jabong | - Mercadohay - Mering - Mohon - District I Pob. (Quezon) - District II Pob. (Rizal) - District III Pob. (Bonifacio - District IV Pob. (Macarthur) - San Pablo (Mooc) |